# Абайский район (Абайская область)
Аба́йский райо́н (каз. Абай ауданы) — район в Абайской области в Казахстане. Административный центр района — село Карааул.

## Физико-географическая характеристика
Расположен у подножья гор Чингизтау к юго-западу от Семея. Западную и северную часть района занимает мелкосопочная равнина; возвышенности, холмы, невысокие гряды чередуются с многочисленными впадинами. Юго-западную часть занимают низкие горы Ханшынгыс (1152 м) и Шынгыстау (1077 м), на западе — Дегелен, Ордатас, на востоке — Дос, Мыржык. Полезные ископаемые: мрамор, гранит, галечник, пески и другие строительные материалы.
Климат — резко континентальный. Средняя температура в январе составляет −15,5 °C; в июле — 20,5 °C. Объём годовых осадков составляет 250—300 мм. По территории района протекают реки Шаган, Ащысу, Бокенши. Множество пересыхающих летом рек, солёных и соровых озёр. Почвы каштановые, большей частью солонцеватые. Произрастают ковыль, полынь; на склонах гор — тополь, берёза; по речным долинам — ива, смородина, черёмуха. Водятся архар, косуля, волк, лисица, корсак, барсук, хорёк, суслик; гнездятся дрофа, тетерев, копытка, перепёлка, журавль, гусь, утка и другие.

## История
17 января 1928 года из Чаганской, Чингизской и части Луначарской волостей Семипалатинского уезда образован Чингистауский район Семипалатинского округа (Утверждено ВЦИК 3 сентября 1928 года) с центром в урочище Доголок.
Постановлением ЦИК Казахской АССР от 20—21 ноября 1930 года Чингистауский район переименован в Голощёкинский.
17 декабря 1930 года восстановлено старое название района Чингистауский.
20 февраля 1932 года (Утверждено ВЦИК 10 марта 1932 года) образована Восточно-Казахстанская область, в состав которой вошёл Чингистауский район с центром в селе Кара-аул.
Указом Президиума Верховного Совета Казахской ССР от 14 декабря 1939 года Чингистауский район Восточно-Казахстанской области передан в состав Семипалатинской области.
Указом Президиума Верховного Совета Казахской ССР от 5 октября 1940 года в связи с 95-летием со дня рождения великого казахского поэта Абая Кунанбаева Чингистауский район переименован в Абаевский район.
Указом Президиума Верховного Совета Казахской ССР от 29 октября 1953 года Абаевский район переименован в Абайский район.
Постановлением Верховного Совета Казахской ССР от 15 декабря 1990 года в восстановленный Абралинский район передано четыре сельсовета.
Указом Президента Республики Казахстан от 3 мая 1997 года Семипалатинская область упразднена, территория района включена в состав Восточно-Казахстанской области.
Во избежание путаницы с другими одноимёнными районами[какими?] общественниками предлагается вернуть историческое название — Шынгыстауский район.

## Население
Национальный состав (на 2023 год):
- казахи — 13 854 чел. (98,59 %)
- уйгуры — 93 чел. (0,66 %)
- русские — 54 чел. (0,38 %)
- другие — 51 чел. (0,36 %)
- Всего — 14 052 чел. (100,00 %)

## Административно-территориальное деление
Абайский район делится на 9 сельских округов, в которых находится 11 сельских населённых пунктов:
| Сельский округ                  | Населённые пункты           |
| Архатский сельский округ        | село Архат, село Орда       |
| Карааульский сельский округ     | село Карааул                |
| Каскабулакский сельский округ   | село Каскабулак, село Борлы |
| Кенгирбайбийский сельский округ | село Кенгирбай би           |
| Кокбайский сельский округ       | село Кокбай                 |
| Кундыздинский сельский округ    | село Журекадыр              |
| Медеуский сельский округ        | село Медеу                  |
| Сарыжалский сельский округ      | село Сарыжал                |
| Токтамысский сельский округ     | село Токтамыс               |

## Экономика
Ведущая отрасль сельского хозяйства — животноводство (овцеводство, скотоводство, коневодство, верблюдоводство) . Выращивают картофель и овощи. Автомобильные дороги местного значения.

## Достопримечательности
В районе находятся музеи Абая Кунанбаева и Мухтара Ауэзова, мемориальный комплекс Абая и Шакарима, народный театр, заказник Жидебай, мавзолей Кенгирбая Жандосулы, пещеры Коныр-Аулие и Сарыколь, памятник Енлик — Кебек и другие памятные места, имеющие историческое и туристическое значение.